# The Beatles Stereo Box Set
The Beatles Stereo Box Set es un álbum de caja recopilatoria que contiene la discografía completa de la banda de rock británico The Beatles,publicada a nivel mundial el 9 de septiembre de 2009. La colección se compone de los trece álbumes del grupo editados en estéreo, con el diseño y la lista de canciones originales aparecidas en el Reino Unido.
Por otra parte, adelantaron el lanzamiento del videojuego para consolas, titulado The Beatles: Rock Band, donde los jugadores podrán tocar temas de la banda británica así como componer canciones con el sonido de los instrumentos originales de los cuatro miembros del grupo.
Para lograr digitalizar todas las canciones del grupo, el trabajo estuvo a cargo de un grupo de ingenieros de sonido que, durante cuatro años, se dedicaron a digitalizar el material a la perfección.
También se lanzó otro box set llamado The Beatles in Mono, con la remasterización de los álbumes que fueron editados en sonido monoaural, este último box set, es más caro que el "Stereo", ya que se lanzó como edición limitada.

## Lanzamiento de la manzana USB
El 7 de diciembre de 2009, se lanzó al mercado musical, una memoria de 16 GB que contiene los 14 discos remasterizados de la banda, (esto ya había sido anunciado en octubre) y además de los 13 mini documentales que acompañan a cada uno de los discos, ilustraciones, fotos, información y notas de la agrupación musical británica. Estará disponible en Estados Unidos y Gran Bretaña. También se podrá adquirir en la tienda en línea de la web oficial del grupo. En Europa aparecerá el 7 de diciembre, mientras que en Norteamérica lo hará un día después, coincidiendo con el aniversario de la muerte de John Lennon el 8 de diciembre de 1980. De acuerdo con las compañías, la USB tendrá una edición de 30 mil copias, compatibles para PC como Mac, con un precio aproximado de 240 dólares. Lo más curioso, es que esta memoria no tiene ninguna protección anti pirata.

## Contenido
- Please Please Me (1963)
- With The Beatles (1963)
- A Hard Day's Night (1964)
- Beatles for Sale (1964)
- Help! (1965)
- Rubber Soul (1965)
- Revolver (1966)
- Sgt. Pepper's Lonely Hearts Club Band (1967)
- Magical Mystery Tour (1967)
- The Beatles (1968)
- Yellow Submarine (1969)
- Abbey Road (1969)
- Let it Be (1970)
- Past Masters (1988)

Los catorce discos de la colección contienen la remasterización en estéreo de todos los álbumes de The Beatles. Es la primera vez que se publican los primeros cuatro álbumes en estéreo, aunque muchas canciones de estos álbumes fueron lanzadas en estéreo en varias compilaciones. Tanto Help! como Rubber Soul utilizan las mezclas de 1987 de George Martin, para las publicaciones en CD. Las mezclas originales de 1965 en stereo pueden ser encontradas en The Beatles in Mono.
El álbum Magical Mystery Tour, el cual tuvo muchas portadas distintas en varios países, en este caso utiliza la portada que se utilizó en el lanzamiento en Estados Unidos, también es fiel en las canciones, pues son las mismas que en el lanzamiento estadounidense. El álbum Yellow Submarine es presentado como el álbum de estudio de 1969, y no como la banda sonora de la película lanzada en 1999.

## Mono vs. Stereo
Entre este recopilatorio y su hermano, The Beatles in Mono cuya función es recopilar los álbumes pero en sonido mono excluyendo los álbumes, Yellow Submarine, Abbey Road y Let It Be, hay muchas diferencias entre el mezclado de las pistas. Además Past Masters es llamado Mono Masters.
Como en la época de los sesenta, el sonido Stereo era prácticamente una tecnología de sonido nueva hay diferencias en algunas canciones que veremos a continuación:

### Please Please Me (1963)
- Please Please Me: En Stereo después del solo, John y Paul se equivocan y cantan letras distintas ("I know you never even try girl"/ why don't you ever..."), en ese momento John ríe y se nota en cómo canta "Come on...". En mono cantan la misma letra todo el tiempo.

### With The Beatles (1963)
- Money (That's What I Want): El Piano del intro se oye bastante diferente entre las dos versiones y en Stereo la guitarra eléctrica comienza antes, mientras que en Mono se retrasa.

### A Hard Day´s Night (1964)
- I Should Have Known Better: Durante el intro en Mono la armónica fluye normal, pero en Stereo se detiene justo antes que John empiece a cantar. En una de las líneas cerca al final de la canción, en Stereo se oye más vocalizado en una sola pista, mientras que en Mono se oye algo diferente.

- If I Fell: En la primera línea, John canta con una voz de una sola pista en Mono, pero en Stereo canta con voz doble y con bastante eco. Cuando Paul canta la palabra "Vain" fluye normal en Mono, pero se equivoca y lo corta en Stereo.

### Beatles For Sale (1964)
- Every Little Thing: En Stereo en el riff de guitarra inicial, alguien silba o quiere interrumpir la guitarra, en Mono se oye sin nada.

- I Don't Want to Spoil the Party: En el inicio, en Mono la guitarra eléctrica no se oye casi nada y la guitarra acústica se oye algo más alto, pero en Stereo las dos se escuchan normal.

### Help! (1965)
- Help!: Los vocales en Mono se oyen como en el sencillo y muy diferentes con más graves. En cambio en Stereo se escuchan más claros y muy diferentes también.

- The Night Before: En Mono, el órgano domina la guitarra eléctrica del intro, pero en Stereo se oye normal y además hay ecos en las voces.

### Rubber Soul (1965)
- Norwegian Wood (This Bird Has Flown): En Mono después de la línea: "She ask me to stay and she told me to sit anywhere", alguien tose, pero en Stereo es inaudible.

- You Won't See Me: El fadeout es mucho más largo y se desvanece lentamente en Mono, pero en Stereo se desvanece muy rápido.

- What Goes On: En el riff de guitarra final, hay una nota perdida en Mono, en Stereo está ahí.

- I'm Looking Through You: Al igual que en You Won´t See Me, el fadeout es más largo en Mono y Paul canta la línea "Yes Baby You´ve Changed", pero en Stereo el fadeout es más rápido y corto y no se alcanza a oír esta línea.

- Run For Your Life: También el Fadeout es más largo en Mono y se escucha a oír que John canta "Na, Na, Na", en Stereo es más corto y no se escucha.

### Revolver (1966)
- Taxman: En mono el cencerro se oye adelantado justo después de la línea "Too Small", en Stereo empieza después de la línea "Yes I Am".

- I'm Only Sleeping: En Mono en una línea se oye un efecto de guitarra eléctrica en reversa, en Stereo es inaudible.

- Love You To: Fadeout más largo en Mono, más corto y breve en Stereo.

- Yellow Submarine: En Mono la guitarra empieza al principio de la canción, En Stereo empieza después de "In the town". En una línea, John grita "A life of ease!", en Stereo es inaudible. Esta línea se corrige en la remezcla para el Yellow Submarine Songtrack.

- Got To Get You Into My Life: Al igual que en Love You To, Fadeout más largo en Mono, más corto en Stereo. Además el vocal de Paul cambia en Mono después de la línea " Did I Tell You".

- Tomorrow Never Knows: Durante el riff de guitarra eléctrica, los efectos de sonido y el órgano se oyen diferente entre Mono y Stereo.

### Sgt Pepper's Lonely Hearts Club Band (1967)
- Lucy in the Sky with Diamonds: En Mono el tono es más bajo y la voz de John se oye más pesada, editada y profunda, en Stereo es normal. Durante el fadeout, el estribillo se oye más pesado y con más eco, especialmente en el "Ahhhh..". En Stereo también es normal.

- Fixing a Hole: El Fadeout al igual que en anteriores canciones es más largo en Mono y más breve y corto en Stereo.

- She's Leaving Home: El tono es más alto y agudo en Mono, en Stereo es normal.

- Within You Without You: Las risas durante el final de la canción, se oyen más tiempo en Mono y menos en Stereo.

- Lovely Rita: Durante el riff inicial de la canción, el "Ah" de Paul, se oye muy bajo en Mono, pero en Stereo se oye alto. Cerca del final los "Ooooh, Aaaah" se oyen inaudibles en Mono, cosa que no sucede en Stereo.

- Good Morning Good Morning: Tono más alto en Mono especialmente en el canto del gallo, En stereo es normal.

- Sgt Pepper's Lonely Hearts Club Band (Reprise): Hay más sonidos audibles en Mono, como los aplausos de la multitud antes de la cuenta de Paul y unos murmullos de John. Además en Mono hay una transición más suave a "A Day In The Life". También los gritos de Paul cerca del final son más audibles en Mono que en Stereo.

- A Day in the Life: La orquesta se detiene más abruptamente en Mono que en Stereo.

### Magical Mystery Tour (1967)
- Blue Jay Way: Los efectos de vocales en reversa son audibles en Stereo, en Mono no aparecen.

- Your Mother Should Know: Al final de una línea hay un efecto aéreo en Mono, en Stereo es inaudible.

- I Am The Walrus: La Batería desaparece a veces en Mono, en Stereo está completa.

- Strawberry Fields Forever: En Mono al final de la canción se puede apreciar que no hay Fadeout cosa que en Stereo hay un pequeño Fadeout. También en Mono la canción se corta antes de la línea "Cranberry Sauce", al punto que es casi inaudible, cosa que en Stereo no pasa.

- Baby You're a Rich Man: Después de la línea "Far as the eye can see", hay un efecto extraño en Mono, que no está presente en Stereo. Así mismo el Fadeout más largo en Mono que en Stereo.

- All You Need Is Love: El Fadeout más largo en Mono que en Stereo.

### The Beatles (1968)
- Ob-La-Di, Ob-La-Da: En el intro hay aplausos en Stereo y no en Mono.

- While My Guitar Gently Weeps: Hay un efecto de guitarra pesada en Mono, que no hay en Stereo. El Fadeout más largo en Mono con la línea "Yeah, Yeah, Yeah", inaudible, en stereo el Fadeout es más corto con la línea "Yeah, Yeah, Yeah", audible.

- Happiness is a Warm Gun: Antes de la línea "I Need a Fix", John dice "uhhh" en Stereo, en Mono es inaudible. La batería es más contundente en Mono mientras que en Stereo queda relegada al canal izquierdo y es menos audible.

- I'm So Tired: Durante el puente en Mono, el vocal secundario de Paul se oye más fuerte, en Stereo es normal.

- Blackbird: Los cantos de mirlo se oyen en diferentes tiempos entre Mono y Stereo.

- Piggies: El sonido de cerdos se oye en diferentes tiempos entre Mono y Stereo.

- Don't Pass Me By: Sonido diferente en Mono (algo más agudo), el violín que cierra la canción se escucha diferente en Mono y Stereo.

- Why Don't We Do It in the Road?: Aplausos en la intro en Stereo, inaudibles en Mono.

- I Will: Bajo vocal audible en el inicio en Stereo, inaudible en Mono.

- Birthday: El run! de Paul es audible en Stereo, pero inaudible en Mono.

- Sexy Sadie: Una parte de la pandereta de la intro no se oye en Mono, pero si en Stereo.

- Helter Skelter: Antes del fadeout final la canción tiene una diferente mezcla en la que solo se oyen las guitarras en mono, en stereo se añaden riffs y toques de batería para desembocar en el fadeout final. En Mono éste se corta y por eso dura 3:42 minutos, pero en Stereo la canción retorna para acabarse y dura 4:28.

- Long, Long, Long: En Mono, George tiene un vocal más de doblaje en Mono que en Stereo.

- Honey Pie: Después del solo "jazz" de John Lennon, hay un pequeño Riff de guitarra que es audible en Mono pero inaudible en Stereo.

- Savoy Truffle: Efecto de sonido después de la línea "We Shout Aloud" en Mono, inaudible en Stereo.

### Past Masters (Stereo)/ Mono Masters (Mono) (1988)/ Yellow Submarine (1969)
- From Me To You: La armónica del inicio es audible en Mono, pero inaudible en Stereo.

- Thank You Girl: La armónica es inaudible en partes en Mono, pero audible en Stereo.

- I Call Your Name: Riff inicial de guitarra diferente en Mono que en Stereo. Fadeout más largo en Mono.

- Slow Down: Guitarra eléctrica inaudible en Mono, audible en Stereo.

- Matchbox: Vocal primario de Ringo audible en Mono, dos vocales audibles en Stereo.

- I Feel Fine: Fadeout más largo en Mono que en Stereo.

- I'm Down: Fadeout más largo en Mono que en Stereo.

- Day Tripper: Fadeout más largo en Mono que en Stereo.

- Paperback Writer: Sonido de eco después del estribillo en Mono, que no está presente en Stereo.

- The Inner Light: Sitar más alto en Stereo, instrumentos hindúes con sonido diferente entre los dos.

- Hey Jude: Fadeout más largo en Mono que en Stereo.

- Only a Northern Song: La voz de George se corta más rápido en Mono que en Stereo.

## Ingenieros de sonido
Para lograr la remasterización digital que llevó cuatro años estuvieron a cargo: 
- Simon Gibson.
- Paul Hicks.
- Sean Magee.
- Guy Massey.
- Sam Okell.
- Steve Rooke.
- Allan Rouse.